# شین هه سونگ
شین هه سونگ (انگلیسی: Shin Hye-sung؛ زادهٔ ۲۷ نوامبر ۱۹۷۹) خواننده-ترانه‌پرداز اهل کره جنوبی است.